# Szahumjan (Ararat)
Szahumjan – wieś w Armenii, w prowincji Ararat. W 2011 roku liczyła 3752 mieszkańców.